# Centre de stockage de l'Aube
Pour les articles homonymes, voir CSA.

Localisation du centre de stockage de l'Aube

Le centre de stockage de l’Aube (CSA) est situé à Soulaines-Dhuys en Champagne-Ardenne. Il s'agit du plus grand centre de stockage en surface de déchets radioactifs au monde.
Construit dans une clairière d'une centaine d'hectares de la forêt champenoise, ce centre de l'Agence nationale pour la gestion des déchets radioactifs (Andra) fonctionne depuis janvier 1992. Il a pris le relais du centre de stockage de la Manche, où ont été mis en stockage définitif plusieurs centaines de milliers de mètres-cubes de déchets radioactifs entre 1969 et 1994.
Le centre de stockage de l'Aube est prévu pour réceptionner l'ensemble des déchets radioactifs produits en France, de faible et moyenne activité (FMA) à vie courte, c'est-à-dire dont la radioactivité décroît de moitié en moins de 31 ans (demi-vie inférieure à 31 ans). Il faut ainsi environ 300 ans pour que la radioactivité de ces déchets soit divisée par 1000. Ils proviennent principalement de l'industrie nucléaire (blouses, bottes, gants ayant servi à des manipulations radioactives, pièces mécaniques...) mais aussi d'autres secteurs comme l'industrie minière, les laboratoires de recherche ou la médecine nucléaire.
En 2010, le site a atteint 25 % de sa capacité de stockage. Conçu pour accueillir un million de mètres-cubes de déchets, il doit fonctionner une soixantaine d'années. Le centre de l'Aube jouxte le centre de stockage de Morvilliers, prévu pour accueillir les déchets de très faible activité.

## Transport des déchets
Le transport des colis de déchets radioactifs s'effectue soit 
- par la route depuis le producteur jusqu'au Centre de stockage de l'Aube,
- par voie ferrée jusqu'au terminal ferroviaire de Brienne-le-Château. Après un contrôle, les colis sont acheminés au Centre de stockage de l'Aube, situé à 15km, par camion.

En 2004, 105 wagons ont été reçus au terminal ferroviaire, soit 310 rotations de camions entre le terminal et le centre, et 2 765 camions sont arrivés directement sur le centre. Cela correspond à un volume de plus de 14 camions par jour ouvré.
En 2008, 10 382 tonnes de déchets TFA ont été envoyés par le CEA. Ils proviennent surtout des opérations d'assainissement et de démantèlement.

## Conditionnement
Les colis de déchets sont conditionnés sur le site en colis de stockage. Selon la nature des déchets, le conditionnement est différent. Les fûts métalliques sont compressés puis enfermés dans un surfût dans lequel du béton est coulé. D'autres déchets sont rassemblés dans des conteneurs parallélepipédiques dans lesquels du béton est coulé. Enfin, le centre de stockage accueille aussi les couvercles de cuve qui ne sont pas conditionnés.

## Alvéoles de stockage
Les colis de stockage sont empilés dans des ouvrages en béton. Du béton est aussi coulé afin de remplir les vides entre les colis. Une fois que l'alvéole de stockage est pleine, une dalle en béton armé, solidaire des parois, permet de fermer l'alvéole. L'ensemble de ces opérations est réalisé sous un toit mobile sur rails, déplacé d'une alvéole à l'autre au fur et à mesure de leur construction, remplissage et fermeture. Une galerie située sous les alvéoles permet de recueillir les eaux dans une cuve de rétention.

## Impact de l'exploitation du centre

### Impact radiologique
Selon l'ANDRA, depuis sa mise en service en 1992, le centre de stockage a un impact radiologique limité à une dose d'exposition du public inférieure à 0,1 μSv/an quand la limite considérée par l'Andra est de 250 µSv/an. L'irradiation reçue au voisinage immédiat du centre de stockage de l'Aube (pour une personne passant 24h/24 à la clôture, 365 jours par an, est évaluée à seulement 0,14 mSv/an (Andra (2008) Résultats de la surveillance de l’environnement   Résultats 2nd semestre).
Selon le Collectif contre l'enfouissement des déchets radioactifs (Cedra), le site de Soulaines rejetterait des substances radioactives. Le Cedra dénonce un "mensonge" des autorités car dès l'ouverture (en 1992), il y aurait eu des rejets radioactifs liquides et gazeux, alors que l'enquête publique avait certifié qu'il n'y en aurait pas .
En 2007, une étude menée par l'Association pour le Contrôle de la Radioactivité dans l’Ouest (association adhérant au Réseau Sortir du nucléaire) pour le compte de la commission locale d'information, a conclu à l'absence d'impact significatif du centre sur la santé.
En 2011, un rapport de l'Institut de veille sanitaire montre qu'en une petite trentaine d'années on n'a pas détecté d'augmentation du taux de cancers dans les 15 km périphériques du centre de stockage.
En 2019, une étude menée sur un périmètre plus de deux fois plus large (35 km autour du CSA) s'est spécifiquement intéressée aux changements dans le nombre de naissances allant de pair avec des changements significatifs dans le sex-ratio, en s'appuyant sur le dénombrement des naissances par an, par commune et par sexe, mis à jour en 2016 en France. Ce travail montre qu'en 2000 autour du CSA, dans un rayon de 35 km autour de l'installation, le nombre de naissances devient nettement moindre qu'attendu statistiquement, et que le sex-ratio à la naissance devient dans ce territoire là anormalement "favorable" aux garçons (Il y a 3,44% de garçons nés en moins, pour 8,44% de naissances de filles en moins).

Ce type de constat avait déjà été fait ailleurs : après la période des essais nucléaires atmosphériques, puis après la catastrophe de Tchernobyl.

## Fermeture du centre
À terme, la terre, excavée lors de la construction et conservée sur la verse, permettra de recouvrir les casemates, de façon à restituer l'aspect initial du site. Une période de surveillance post-fermeture est prévue afin d'évaluer l'évolution pérenne du stockage.

## Fréquentation
Le site industriel et technique peut être visité, et reçoit en moyenne un peu plus de 4 000 visiteurs par an.
| Année | Nombre de visiteurs |
| ----- | ------------------- |
| 2016  | 4 538               |
| 2015  | 4 557               |
| 2014  | 3 076               |
| 2013  | 3 826               |
| 2012  | 4 436               |
| 2011  | 3 708               |
| 2010  | 3 611               |